# Lunette du Petit Sainte-Foy
La lunette du Petit Sainte-Foy, ainsi désignée par sa forme triangulaire, était un ouvrage lié au fort de Sainte-Foy intégrant ainsi la première ceinture de Lyon.

## Histoire
Construite à partir de 1845, elle ne sera toutefois jamais achevée, faute d'argent. Elle fournissait une puissance de feu complémentaire au fort de Sainte-Foy.

## Aujourd'hui
Le centre de l'ouvrage a depuis été occupé par des courts de tennis, la caserne et la poudrière ayant été détruites et les fosses comblées. Il ne reste désormais qu'une courtine partiellement visible.